# 강대길
강대길(姜大吉, 1966년 2월 6일~)은 대한민국의 정치인이다. 제5·6·8대 울산광역시의원이다.

## 학력
- 웅촌초등학교
- 웅촌중학교
- 학성고등학교
- 울산대학교 국어국문학 학사

## 경력
- 울산학원연합회 부회장
- 남목고등학교 운영위원장
- 동부초등학교 운영위원장
- 2012.04~2014.06: 제5대 울산광역시의회 의원
- 2014.07~2018.06: 제6대 울산광역시의회 의원
- 2022.07~: 제8대 울산광역시의회 의원
  - 2022.07~2024.06: 제8대 울산광역시의회 전반기 부의장
  - 2022.07~2024.06: 제8대 울산광역시의회 전반기 교육위원회 위원
  - 울산경제일자리진흥원장 임용후보자 인사청문특별위원회 위원
  - 제8대 울산광역시의회 예산결산위원회 위원
  - 제8대 울산광역시의회 행정자치위원회 위원
- 국민의힘 울산시당 정책위원장
- 2025.05~2025.06: 제21대 대통령 선거 국민의힘 김문수 대통령 후보 울산 선거대책위원회 공약정책개발본부장

## 역대 선거 결과
|  | 52.75% |

|  | 54.44% |

|  | 31.01% |

|  | 43.91% |